# Borkou-Ennedi-Tibesti
Borkou-Ennedi-Tibesti war bis 2008 eine der damals 18 Regionen des Tschad mit etwa 103.000 Einwohnern und entsprach der vormaligen Präfektur gleichen Namens. Ihre Hauptstadt war Faya-Largeau. 2008 wurde das Territorium der Region auf die neu entstandenen Regionen Borkou, Ennedi und Tibesti aufgeteilt.

## Geographie
Mit 600.350 km² war Borkou-Ennedi-Tibesti die flächenmäßig mit Abstand größte der 18 Regionen des Tschad. Sie umfasste den Nordteil des Landes.
Borkou-Ennedi-Tibesti lag überwiegend in der Sahara und teilweise in der Sahelzone. In der Region liegen die Bodele-Djourab-Niederung, im Osten das Ennedi-Massiv, im Nordosten die Mourdi-Depression und das Erdiland und im Norden der Tibesti-Gebirgszug.
Im Norden wurde die Region durch den Aouzou-Streifen begrenzt, der auch die Landesgrenze zu Libyen war. Im Westen grenzte Borkou-Ennedi-Tibesti an den Niger und im Osten an die Region Darfur im Sudan.

### Untergliederung
Borkou-Ennedi-Tibesti war in vier Departements (départements) eingeteilt:
| Departement  | Hauptort     | Unterpräfekturen                                        |
| ------------ | ------------ | ------------------------------------------------------- |
| Borkou       | Faya-Largeau | Borkou Yala, Faya-Largeau, Kouba Olanga, Yebibou, Yarda |
| Ennedi Est   | Bahaï        | Bahaï, Bao Billiat, Kaoura, Mourdi                      |
| Ennedi Ouest | Fada         | Fada, Gouro, Kalait, Ounianga                           |
| Tibesti      | Bardaï       | Aouzou, Bardaï, Wour, Zouar, Zoumri                     |

Borkou-Ennedi-Tibesti hatte bis zum 30. Juni 2010 den ISO 3166-2-Code TD-BET. Entsprechend der neuen Aufteilung ist der ISO-Code TD-BET entfallen. Auf die Regionen des Territoriums entfallen nun die ISO-Codes TD-BO für Borkou, TD-EN für Ennedi und TD-TI für Tibesti.

## Bevölkerung

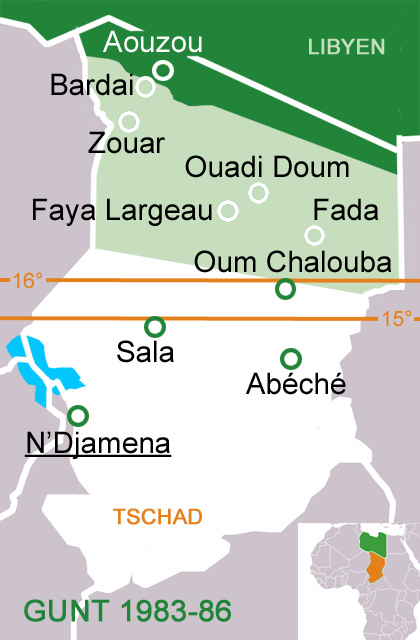
Von Libyen und Verbündeten kontrollierte Gebiete während des Tschadischen Bürgerkriegs

Die Daza (Tubu) machten in Borkou-Ennedi-Tibesti über die Hälfte der Bevölkerung aus. Weitere Volksgruppen waren die Teda (ebenfalls Tubu), Zaghawa und tschadische Araber.
Insgesamt war die Region dünn besiedelt.

## Geschichte
Das in der zweiten Hälfte des 19. Jahrhunderts von libyschen Sanussiya beherrschte Gebiet geriet bis 1907 vollständig unter französische Kolonialherrschaft. Die Franzosen beschränken sich auf eine weitgehend indirekte Machtausübung in dem dünn besiedelten Gebiet und überließen dem faschistischen Italien 1934/35–1943/47 den an Italienisch-Libyen grenzenden Aouzou-Streifen. Mit der Unabhängigkeit 1960 wurde die Region Teil des Tschad, im Schatten des Tschadischen Bürgerkriegs allerdings annektierte Libyen 1973–1987 und 1988–1994 den Aouzou-Streifen wieder und unterstützte die in Bardai residierende Gegenregierung des GUNT-Präsidenten Goukouni Oueddei. Bis 1986 kontrollierten Oueddeis GUNT und libysche Truppen das gesamte Borkou-Ennedi-Tibesti-Gebiet und damit über ein Drittel des Tschad.